# راي أندرسون (لاعبة الاسكواش)
راي أندرسون (بالإنجليزية: Rae Anderson)‏ هي لاعبة الاسكواش أسترالية، ولدت في 8 أبريل 1953 في ملبورن في أستراليا.

## وصلات خارجية
- راي أندرسون على موقع SquashInfo.com (الإنجليزية)